# 3 Freunde 2 Feinde
3 Freunde 2 Feinde (auch 3Freunde2Feinde geschrieben) ist ein Österreichischer Kinospielfilm von Sebastian Brauneis aus dem Jahr 2019, der das Drehbuch schrieb, sowie Kamera und Regie führte. In Österreich war der Film im Globalen Krisenjahr 2020 aufgrund von COVID-19 erstmals als Arbeitskopie auf FM4 online im Internet im Rahmen der Diagonale’20 – Die Unvollendete und beim frame[o]ut Open Air Kino im MuseumsQuartier in Wien zu sehen. Der Film feierte seine Kinopremiere in Österreich im Metro-Kino Wien am 15. Oktober 2020. Im Jahr 2021 wurde die Produktion in den Wettbewerb des 42. Filmfestivals Max Ophüls Preis eingeladen.
3 Freunde 2 Feinde ist ein zu 100 % österreichischer Film, der ohne Förderung und mit nur knapp 2500 Euro Budget entstanden ist.

## Handlung
Die 3 Freunde Johanna, Franzi und Emil arbeiten gemeinsam in einer in die Jahre gekommenen Fabrik, wo es vorrangig um den Postenschacher und nunmehr um Papas Erbe geht. Etwas gefangen im kapitalistischen System, allen voran Franzi, der Bewährungsauflagen zu erfüllen hat, arbeiten Johanna und Emil mit ihm, für einen niedrigen Lohn in einer Firma, die sich um die Entsorgung von kleineren Chemieabfällen kümmert. Karli, der eingeheiratet hat, soll den Chefposten vom Papa übernehmen. Papas echter Sohn Heinzi, eher ein Dienst-nach-Vorschrift-Typ, arbeitet im Personalmanagement und ist für den Chefsessel eher ungeeignet. Kurz vor der Machtübergabe allerdings kommt es bei einer internen Versammlung vor den Mitarbeiterinnen zum provozierten Eklat in der Firma. Ein Mundschutzträger in der Menge nennt Karli plötzlich „Arschloch“ und erntet dafür rigorosen Applaus. Der unerkannte Übeltäter soll ausgeforscht werden. Heinzi zeigt sich sogleich bereit, dem neuen Chef in spe, Karli, mit einer unkonventionellen Methode zu helfen, um den faulen Apfel vor der Übernahme ausfindig zu machen.
Die Loyalität der drei Freunde zieht sich aus dem Arbeitsbereich stark ins private und spiegelt sich in deren Freundschaft wider. Sie halten zusammen, ziehen durch die nächtliche Partyszene in Wien und verbringen ausgedehnte Tage miteinander. Sie erleben dabei vieles und lernen sich als Freundeskreis noch besser kennen. In einer Welt, die Kälte zeigt und sozialen Druck ausübt, ist ihre Freundschaft eine Insel der Sehnsucht, um immer wieder der harten Realität zu entkommen.
Hannelore, die echte Tochter vom Papa, greift ihrem Ehemann Karli in einer finalen Abrechnung vor, um bei der Übernahme der Firma nicht durch die Finger zu schauen. Sie und Emil verwirklichen ihren zuvor eingefädelten Plan, um ans Geld zu kommen und auch für eine Art ausgleichende Gerechtigkeit zu sorgen. Der selbstlose Emil, der schon für seinen erkrankten Vater zu sorgen hat, sorgt sich auch um seine zwei liebsten Freunde, als er ihnen einen Scheck seiner Lebensversicherung zukommen lässt, bevor er am Ende selbst krank stirbt.

## Produktion
Der Film entstand als Produktion unter Studio Brauneis, das im Jahr 2019 von Sebastian Brauneis gegründet wurde. Gedreht wurde im Großraum Wien mit einem Filmbudget von 2500 Euro.

## Kritiken
Film Archiv Austria, Florian Widegger, Oktober 2020: „Die schönsten Momente erlaubt sich dieser ohne Förderung um nur knapp 2.500 Euro gedrehte Film immer dann, wenn er kurz innehält und uns etwa in einer langen Sommernacht zu Würstelständen und Vorstadtbeisln führt – und scheinbar mühelos wohlige Glücksgefühle verbreitet, als säßen wir Zuschauer mit dabei. Die dringend nötige Antithese zum verordneten Social Distancing dieser Tage.“
derStandard, Bert Rebhandl, 4. Oktober 2020: „Dieser Film kommt aus der Vergangenheit, weist aber in die Zukunft, wie Brauneis am Ende in einer wunderbaren (polyamorotischen) Pointe deutlich macht. Er tut so, als wäre die Handlung eigentlich gar nicht so wichtig, setzt dabei aber auf eine gefinkelte Dramaturgie und smarte Montage. Der Franzi, der Emil und die Johanna, die 3freunde, sind Stars auf eine Weise, wie sie einem in Wien an jeder Ecke begegnen könnten.“
ray Filmmagazin, Oliver Stangl, 09.2020: „Sebastian Brauneis, der als Regisseur, Autor, Ko-Kameramann und Produzent fungierte, hat seinen Film ohne Förderungen umgesetzt, was vielleicht auch ein wenig über die beruflich-finanzielle Situation der hiesigen Filmszene erzählt. Für seine Systemkritik hat er eine Tonlage gewählt, die irgendwo zwischen Satire und Farce liegt, wobei sich auch ein klein wenig Drama einschleicht. Gepfeffert ist das Ganze mit Zitaten: Lassen das Thema selbst sowie die Grellheit des Humors mitunter ein wenig an die Stücke Werner Schwabs denken, ist es vor allem der französische Film der sechziger Jahre, der hier nicht weit weg ist.“
Wiener Zeitung, Matthias Greuling, 5. Oktober 2020: „Kann man für 3.000 Euro einen Kinofilm drehen? Man kann, wie der Wiener Regisseur Sebastian Brauneis mit seinem irren Wien-Film „3 Freunde, 2 Feinde“ bewiesen hat, der derzeit im Wiener Metro Kino zu sehen ist. Darin gehen die Mitarbeiter einer Wiener Chemiefirma auf die Barrikaden, weil die Chefs, Entschuldigung, die ‚vollen Oaschlöcher‘ sind.“
Falter, Drehli Robnik, 30. September 2020: „Freund, Feind: Boss-Bashing und Anflüge proletarischen Selbstbewusstseins – ist aufgesetzt, aber gibt Charakter. Wie eine Maske. Darunter, in pointierter Montage und Bildführung, markante Mienen starker Mimen (u. a. Marlene Hauser, Christoph Kohlbacher, Noah L. Perktold).“
fm4, Philipp Emberger, 24. März 2020: „Nicht nur die Protagonist*innen des Films kämpfen gegen das kapitalistische System mit seinen Auswirkungen. Regisseur Sebastian Brauneis und sein Team machen mit ihrem Film dasselbe. Gedreht wurde der Film mit einem Budget von nur 2.351 Euro. Das Ergebnis ist ein herrlich witziger Film, der ernste Themen anspricht, ohne sich dabei selbst zu ernst zu nehmen. Außerdem ist der Film auch eine Hommage an sämtliche Wiener Beisln mit wunderbarer Musik.“
Film Plus Kritik, Christian Klosz, 24. März 2020: „Von einem ganz großen Film ist ‚3 Freunde 2 Feinde‘ 3 Schwachpunkte entfernt: Vor allem gegen Ende wirkt der Ton des Films teils zu belehrend; das geht Hand in Hand mit einer gewissen ‚Radikalität‘, die ihm der Programmtext der Diagonale attestiert, und die den Film in manchen Szenen etwas zu verkrampft wirken lässt. Drittens werden im Epilog noch in kürzester Zeit mehrere Storytwists präsentiert, die weder nötig, noch komplett schlüssig sind, und das Ende unnötig verkomplizieren. Abgesehen von diesen kleinen Mankos aber ist Sebastian Brauneis mit ‚3 Freunde 2 Feinde‘ ein guter, jedenfalls sehenswerter Film gelungen, der seinen Status als einer der interessantesten und begabtesten Autorenfilmer Österreichs bestätigt, und der trotz aller Ernsthaftigkeit vor Allem als Ode an die Freundschaft im Gedächtnis bleibt.“
Uncut Movies, Marina Ortner, 2. April 2020: „Sebastian Brauneis ist mit ‚3 Freunde 2 Feinde‘ kein perfekter Film, aber eine schöne Komödie gelungen, die sich nicht allzu ernst nimmt, aber ihre Botschaft schon. Der Film ist Teil eines künstlerischen Widerstandes, seine Waffe ist allerdings die Komik. Dennoch hält das Drehbuch unvorhergesehene Wendungen bereit und übt notwendige Systemkritik, nicht nur am Kapitalismus, sondern auch am Patriarchat. Damit trifft Brauneis natürlich den Nerv der Zeit. Doch er beleuchtet nicht nur das Schlechte in der Gesellschaft, sondern vor allem auch das Gute im Menschen.“